# 正中
正中（1324年十二月九日至1326年四月二十六日）是日本的年號之一。這個時代的天皇是後醍醐天皇、鎌倉幕府征夷大將軍為守邦親王、執權為北條高時。

## 改元
- 元亨四年十二月九日（1324年12月25日）改元正中
- 正中三年四月二十六日（1326年5月28日）改元嘉曆

## 出處
《易經·乾》：「見龍在田，利見大人，何謂也。子曰：龍德而正中者也。」

## 紀年、西曆、干支對照表
| 元亨       | 元年   | 二年   | 三年   |
| 儒略曆日期 | 1324年 | 1325年 | 1326年 |
| 干支       | 甲子   | 乙丑   | 丙寅   |